# Ферьер (Бельгия)
Ферье́р (фр. Ferrières, валлон. Ferire / Grand Ferire / Fèrîre) — коммуна в Валлонии, расположенная в провинции Льеж, округ Юи. Принадлежит Французскому языковому сообществу Бельгии. На площади 56,90 км² проживают 4449 человек (плотность населения — 78 чел./км²), из которых 49,47 % — мужчины и 50,53 % — женщины. Средний годовой доход на душу населения в 2003 году составлял 12 022 евро.
Почтовый код: 4190. Телефонный код: 086.